# Invasión de Inglaterra por Canuto el Grande
En el otoño de 1016, el príncipe danés Canuto el Grande (Canuto) invadió con éxito Inglaterra. El padre de Canuto, Sweyn Forkbeard, había conquistado y gobernado brevemente Inglaterra durante menos de cinco semanas.

La Batalla de Brentford se libró en 1016 en algún momento entre el 9 de mayo (la fecha aproximada en que Canuto aterrizó en Greenwich) y el 18 de octubre (la fecha de la posterior Batalla de Assandun) entre los ingleses liderados por Edmund Ironside y los daneses liderados por Canuto. Fue una de una serie de batallas libradas entre Edmundo y Canuto, que finalmente resultó en que las tierras en poder del padre de Edmundo, Etelredo II el Indeciso, se dividieran entre los dos. Edmundo salió victorioso en esta batalla en particular, pero finalmente no pudo defender las tierras heredadas de su padre.

"Luego reunió él [Edmundo] su fuerza por tercera vez, y fue a Londres, todo al norte del Támesis, y así a través de Clayhanger, y relevó a los ciudadanos, conduciendo al enemigo a sus barcos. Fue dentro de dos noches después de eso, el rey pasó a Brentford, donde luchó con el enemigo y lo puso en fuga: pero allí se ahogaron muchos de los ingleses, por su propio descuido, que iban delante del ejército principal con el propósito de saquear". (Crónica Anglosajona)

La batalla de Assandun (o Essendune) se libró entre los ejércitos daneses e ingleses el 18 de octubre de 1016. Existe un desacuerdo sobre si Assandun puede ser Ashdon cerca de Saffron Walden en el norte de Essex o, como se supuso durante mucho tiempo, Ashingdon cerca de Rochford en el sureste de Essex, Inglaterra. Terminó con la victoria de los daneses, dirigidos por Canuto el Grande, que triunfó sobre el ejército inglés dirigido por el rey Edmundo Ironside. La batalla fue la conclusión de la reconquista danesa de Inglaterra.
La batalla se menciona brevemente en la Saga Knýtlinga, que cita un verso de poesía escáldica de Óttarr svarti, uno de los poetas de la corte de Canuto.

El rey Knut libró la tercera batalla, una importante, contra los hijos de Æthelred en un lugar llamado Ashingdon, al norte de Danes' Woods. En palabras de Ottar:

En Ashingdon, trabajaste bien
en la guerra de escudos, rey guerrero;
marrón era la carne de los cuerpos
servido al pájaro de sangre:
en la matanza ganaste,
señor, con tu espada
suficiente de un nombre allí,
al norte de Danes' Woods

Durante el transcurso de la batalla, Eädnoth el Joven, obispo de Dorchester, fue asesinado por los hombres de Canuto mientras decía misa en nombre de los hombres de Edmundo Ironside. Según el Liber Eliensis, primero le cortaron la mano a Eadnoth para hacer un anillo y luego le cortaron el cuerpo en pedazos. El Ealdorman Ulfcytel Snillingr también murió en la batalla.
Tras su derrota, Edmundo se vio obligado a firmar un tratado con Canuto. Por este tratado, toda Inglaterra, excepto Wessex, sería controlada por Canuto y cuando uno de los reyes muriera, el otro tomaría toda Inglaterra, siendo el hijo de ese rey el heredero al trono. Después de la muerte de Edmundo el 30 de noviembre, Canuto construyó una iglesia, capilla o lugar sagrado después de ganar la batalla para conmemorar a los soldados que murieron en la batalla. Unos años más tarde, en 1020, se completó la iglesia conmemorativa conocida como Ashingdon Minster, en la colina junto al presunto lugar de la batalla en Ashingdon. La iglesia sigue en pie hasta el día de hoy. Canuto asistió a la dedicación de Ashingdon Minster con sus obispos y nombró a su sacerdote personal, Stigand, para ser sacerdote allí. La iglesia ahora está dedicada a San Andrés, pero se cree que anteriormente estuvo dedicada a San Miguel, a quien se consideraba un santo militar: las iglesias dedicadas a él se encuentran con frecuencia en una colina.